# Ladislav Nebeský
Ladislav Nebeský (28. ledna 1937 Jilemnice – 13. února 2021 Praha) byl český lingvista, básník, matematický badatel, pedagog, docent pro obor matematika, směr algebra a teorie čísel, autor binární poezie a jeden z autorů časopisu Slovo a slovesnost.
Nebeský je významný svým podílem v jazykovědném odvětví a to nejen v oblast závislostní syntaxe, fonetiky a statistiky, ale také tvorbou grafů a takzvaných binárních básní. Během své odborné činnosti spolupracoval s odborníky jako je Petr Sgall, Alla Goralčíková a Jiří Jelínek. Zároveň je řazen do proudu tzv. experimentální poezie z 60. let.

## Životopis
Ladislav Nebeský se narodil do rodiny lékaře a protinacistického odbojáře Ladislava Nebeského staršího, který byl roku 1942 za odbojovou činnost popraven. Ladislav Nebeský mladší svých prvních osmnáct let života strávil v rodné Jilemnici, kde studoval na gymnáziu.
Po maturitě v roce 1955 byl Nebeský přijat na matematicko-fyzikální fakultu v Praze, kde vystudoval obor Matematika a studium zakončil diplomovou prací o matematické statistice. Ke konci studií byl Nebeský v kontaktu s lingvisty převážně z oddělení pro teorii strojového překladu z katedry českého jazyka, obecného jazykozpytu a fonetiky Filozofické fakulty Karlovy Univerzity v Praze.
Po promoci v roce 1960 byl nejprve zaměstnán a poté po roce 1962 působil na již zmiňovaném jazykovědném oddělení. Spolu s lingvistou a japanologem Jiřím Jelínkem tvořil nerozlučnou dvojici. Jelínek před svou emigrací v roce 1968 uveřejnil v SlavPrag, 7, 1965 a PSML, 1, 1966 dvě pozoruhodné studie o transformacích.
V českém internetovém jazykovědném časopisu Nebeský uveřejnil na 17 původních statí, dva články o analytických modelech jazyka a o užití teorie grafů v lingvistice, jež Nebeského proslavila také jako autora takzvané binární poezie. Ladislav Nebeský je zároveň autorem několika recenzí, které vyšly v SaS, na němž se aktivně podílel a pravidelně do něj přispíval.
Všechny své práce publikoval v původním znění také v orientovaných lingvistických sbornících. Například v SlavPrag, Naší řeči, Phonetica Pragensia, Proceedings Linguistics Phonetics, dále např. v PSML a Linguistica Generalia.
Doc. Nebeský působil na Ústavu obecné lingvistiky Univerzity Karlovy v Praze od roku 1962 až do září 2008, kdy odešel do úplného důchodu. Na daném oddělení vyučoval obory, jako Matematika pro lingvistiku–fonetiku, Teorii grafů (pro obor logika) nebo Matematiku ve filologických vědách pro nematematiky (teorie grafů).

### Funkční generativní popis (FGD)
V počátcích 60. let 20. století vzniká pojmový rámec pro formální popis přirozeného jazyka na FF UK, který je v odborné literatuře označován jako funkční generativní popis (FGP) (V angličtině FGD – Functional Generative Description.) FGP je stále rozvíjen, doplňován a obohacován. Jako výsledek spolupráce mnoha českých badatelů se opírá především o pojetí závislostní syntaxe, jak jej nacházíme u představitelů pražské lingvistické školy i u Vladimíra Šmilauera navazujícího na Tesniérovy zásady. Mimo jiné FGP výrazným způsobem čerpá informace z domácí lingvistické tradice. Funkční generativní popis kriticky přejímá podněty rozvité v pracích V. Mathesia, V. Skaličky, M. Dokulila a dalších.

### Spolupráce s Petrem Sgallem
Nebeský svým matematickým vhledem do lingvistiky zasáhl mnoho jejích odvětví. Ve spolupráci s vedoucím Oddělení pro teorii strojového překladu Petrem Sgallem a A. Goralčíkovou, která trvala jednu dekádu, se zasloužil o napsání 5. kapitoly s názvem The Mathematical Formulation do A Functional Approach to Syntax in Generative Description of Language (1969).

### Vliv Nebeského
Používání analytického modelu jazyka Nebeského zaujalo také S. Marcuse a jeho žáky a mimo jiné také F. H. H. Kortlandta.

### Citáty
"Lingvistická teze (nebo regule) by měla platit alespoň v tom textu, v němž byla vyslovena."

## Česká experimentální poezie
Ladislav Nebeský je zároveň spoluautorem antologie z období České experimentální poezie z 60. let s názvem Vrh kostek, na jejímž vzniku se podílel spisovatel Josef Hiršal a básnířka Bohumila Grögerová. Svou osobitou tvorbou a inovativním náhledem na lingvistiku spojenou s matematikou, je Ladislav Nebeský zcela jedinečný. Při tvorbě vnímá nejen význam sdělení, ale především estetiku díla. Nebeského básně jsou propracovanými a detailními literárně-uměleckými počiny. Klade důraz na grafickou podobu a hravost, kterou lze vidět v téměř každém jeho díle v podobě různých grafů a hran. Při čtení básní je třeba systematický postup a mnohdy dvojí náhled na zobrazované. Jak již z názvu binární poezie vyplývá, je třeba využívat tzv. binární kódování, pro rozluštění požadovaného sdělení.
Jako autor experimentální poezie je v České republice Ladislav Nebeský neopomenutelný. Mezi jeho nejznámější díla patří: Vrstvy, Obrazy ke čtení, Bílá místa, Za hranice stránek, Obrazce slov aj.
V 60. letech autor publikoval mj. V časopisech Sešity pro mladou literaturu, v Sešity pro literaturu a diskusi a Dialog. Nebeský časopisecky přispíval nejen v České republice, ale i v zahraničí.
Po dlouhé odmlce se Nebeský k psaní binárních básní vrací v 90. letech. Při oslavě tehdejšího Nového roku jej napadla myšlenka, pohrát si s prostorem a neviditelností znaků. Ještě v tomto období rozdělil binární básně na plošné a lineární. V tomto období vznikají dvě sbírky, které pracují s nově vzniklým nápadem: Obrazce slov (2011) a Obrazy ke čtení (2012).
Sbírka s názvem Vrstvy (2011) funguje jako průřez autorovou tvorbou od samého počátku z let 1964 až do současnosti. Je rozdělena do čtyř částí, z nichž každé předchází slovo autora a komentář.
Průřez jeho tvorbou je autorskou knihou vzniklou ad hoc pro Poličku a dává nám jednak příležitost setkat se s originály básní vzniklých na přelomu 60. a 70. let (např. s často připomínanými texty z Brány jazyků) i s autorovou nejnovější, dosud nepublikovanou tvorbou, a zároveň nám poskytuje námět k zamyšlení nad tím, jak se experimentální tvorba na pomezí výtvarného a slovesného umění nevymyká z básnické tradice, nýbrž s ní často vytváří nečekané paralely.
V úvodu knihy se setkáme s básněmi z prvního souboru experimentální poezie Nehra (1965). Jedná se mnohdy o metabásně, tedy básně o básních, o sobě samých, které se však nezbavují své sémantické působnosti a leckdy mají navíc něco z úsporného kouzla japonských haiku. 
Problém s binárními básněmi vzniká pokud se je snažíme přeložit. Struktura děl je zaměřená na češtinu a jejich překladem by se jejich literární hodnota mohla značně snížit.
Jako poslední publikované dílo vyšla sbírka Obrazy ke čtení z roku 2012.

### Články vztahující se k experimentální poezii
- Prázdné místo (1997)
- Neviditelné znaky (1998)
- Číst neviditelné (2000)
- Dvě poznámky o binárních básních (2000)

### Expozice
Nebeského díla je možné zahlédnout nejen v knižní podobě, ale i jako součást expozice vizuální poezie. Poslední výstava se konala v roce 2011 v Praze. Také v letech 2000 v Třebíči, 2001 v Opavě a Olomouci, 2002 v Brně atd.

### Samostatné expozice
Samostatnou výstavu Bílá místa, která se zaměřila na neviditelnost prostoru, mohli lidé zhlédnout ve Zlíně v roce 2005.

### Samostatné tisky a knihy
- Vrstvy (2010)
- Bílá místa (2006)
- Obrazy ke čtení (2012)
- Za hranice stránek (2008)
- Obrazce slov (2011)
- Osm binárních básní (1996)
- White True Black (počátek 70. let)
- Triangles; a play in the three acts with prologue and epologue (počátek 70. let)

### Z dalších publikací
Spoluúčast na sborníku experimentální poezie spolu s B. Grogerovou a J. Hiršalem, při níž Nebeský pravidelně docházel do bytu manželů Kolářových. Ačkoliv byla antologie dokončena v roce 1967, vydána byla až v roce 1993 v nakladatelství TORST.
- Vrh kostek; česká experimentální poezie (1993)